# Carlowrightia parviflora
Carlowrightia parviflora är en akantusväxtart som först beskrevs av Samuel Botsford Buckley, och fick sitt nu gällande namn av Wasshausen. Carlowrightia parviflora ingår i släktet Carlowrightia och familjen akantusväxter. Inga underarter finns listade i Catalogue of Life.